# Kumów Majoracki
Kumów Majoracki este o arie protejată (sit de importanță comunitară — SCI) din Polonia întinsă pe o suprafață de 137,19 ha, integral pe uscat.

## Localizare
Centrul sitului Kumów Majoracki este situat la coordonatele 51°00′49″N 23°33′03″E / 51.0135°N 23.5508°E.

## Înființare
Situl Kumów Majoracki a fost declarat sit de importanță comunitară în octombrie 2009 pentru a proteja 1 specie de plante.

## Biodiversitate
Situată în ecoregiunea continentală, aria protejată conține 2 habitate naturale: Formațiuni de Juniperus communis pe lande sau pajiști calcaroase, Păduri de stejar și carpen Galio-Carpinetum.
La baza desemnării sitului se află o specie protejată de  plante: papucul doamnei (Cypripedium calceolus).